# トリッピン・ライヴ
『トリッピン・ライヴ』（Trippin' Live）は、アメリカ合衆国のミュージシャン、ドクター・ジョンが1997年に発表した、本人公認の作品としてはキャリア初のライブ・アルバム。

## 背景
1996年1月のロンドン公演の模様が収録され、「24・アワーズ・ア・デイ、365・ア・イアー」にはジュールス・ホランドがゲスト参加している。ドクター・ジョンは『ピープル』誌のインタビューにおいて、ライブ・アルバムの発表は長年の目標だったとコメントし「スタジオ・ミュージシャンは四方の壁に向けて演奏するもので、私は人生の大半でそうしてきた。人々に向けて演奏する時は違う。人々を踊らせて、尻を振らせるのさ」と語っている。

## 評価
グラミー賞では最優秀コンテンポラリー・ブルース・アルバム賞にノミネートされた。また、ニューオーリンズの音楽雑誌『オフビート』によって1997年の最優秀R&B/ソウル・アルバムに選出された。
Brian Beattyはオールミュージックにおいて5点満点中3点を付け「バンドの演奏は優れており、どの曲もタイトで正確に読み取られているが、彼らの演奏は些か硬すぎる時が多いと批判されるかもしれない」と評している。

## 収録曲
1. ティピティーナ - "Tipitina" (Roy Byrd, Cosimo Matassa) - 6:29
  - アルバム『ガンボ』（1972年）より。
2. ワイルド・ハニー - "Wild Honey" (Mac Rebennack, Robert Guidry Jr.) - 4:24
  - アルバム『シティ・ライツ』（1978年）より。
3. ディドント・ヒー・ランブル - "Didn't He Ramble" (Hattie Bolton) - 4:49
  - アルバム『ゴーイン・バック・トゥ・ニューオーリンズ』（1992年）より。
4. サッチ・ア・ナイト - "Such a Night" (M. Rebennack) - 7:23
  - アルバム『イン・ザ・ライト・プレイス』（1973年）より。
5. レネゲイド - "Renegade" (M. Rebennack, Gerry Goffin) - 7:51
  - アルバム『タンゴ・パレス』（1979年）より。
6. キン・フォーク - "Kin Folk" (James Wayne) - 5:36
  - 本作に初収録のカヴァー曲。
7. ライト・プレイス・ロング・タイム - "Right Place Wrong Time" (M. Rebennack) - 4:33
  - アルバム『イン・ザ・ライト・プレイス』（1973年）より。
8. マイ・バディ - "My Buddy" (Gus Kahn, Walter Donaldson) - 4:01
  - アルバム『イン・ア・センチメンタル・ムード』（1989年）より。
9. メドレー：ダウン・バイ・ザ・リヴァーサイド〜マイ・インディアン・レッド〜マルディ・グラ・デイ〜アイ・シャル・ノット・ビー・ムーヴド - "Medley: Down By the Riverside/My Indian Red/Mardi Gras Day/I Shall Not Be Moved" (Traditional / Traditional / Mac Rebennack / Traditional) - 9:02
  - オリジナル曲「マルディ・グラ・デイ」はアルバム『レメディーズ』（1970年）より。
10. 24・アワーズ・ア・デイ、365・ア・イアー - "24 Hours a Day, 365 a Year" (Henry Glover, Rudolph Toombs) - 6:42
  - 本作に初収録のカヴァー曲。
11. グッドナイト・アイリーン - "Goodnight Irene" (John Lomax, H. Ledbetter) - 9:34
  - アルバム『ゴーイン・バック・トゥ・ニューオーリンズ』（1992年）より。

## 参加ミュージシャン
- ドクター・ジョン - ボーカル、ピアノ
- ボビー・ブルーム - ギター、バックグラウンド・ボーカル
- デヴィッド・バラード - ベース、バックグラウンド・ボーカル
- ハーマン・アーネスト - ドラムス、バックグラウンド・ボーカル
- チーフ・スマイリー・リックス - パーカッション、バックグラウンド・ボーカル
- アルヴィン・"レッド"・タイラー - テナー・サクソフォーン
- ロニー・キューバー - バリトン・サクソフォーン
- チャーリー・ミラー - トランペット、フリューゲルホルン
- ジュールス・ホランド - ピアノ(on #10)